# Destructor Cochrane
El destructor Cochrane fue uno de los 175 destructores de la clase Fletcher construidos para la Armada de los Estados Unidos durante 1942 y 1944 para servir en la Segunda Guerra Mundial. La clase Fletcher fue uno de los diseños de naves más exitoso por su desempeño en combate. Puesto en servicio el 2 de septiembre de 1944 con el nombre de USS Rooks (DD-804), participó en el frente japonés durante la Guerra Mundial y en la guerra de Corea. En 1962 fue transferido a Chile bajo los términos del Pacto de Ayuda Mutua recibiendo el nombre de Cochrane.
El nombre estadounidense recuerda al capitán Albert H. Rooks (1891-1942) condecorado a título póstumo con la Medalla de Honor después de la batalla del estrecho de la Sonda.

## Características
En 1941 la Armada de los Estados Unidos comenzó a construir una flota de destructores grandes para enfrentar a los destructores japoneses "tipo especial" que habían entrado en servicio hacia ya más de una década. Estos 175 destructores fueron los más exitosos de los destructores americanos: rápidos, amplios, capaces de absorber enorme castigo y seguir luchando. Terminada la Segunda Guerra Mundial, más de 14 armadas extranjeras adquirieron estas naves cuya imagen fue familiar en todo el mundo hasta la década de 1990.
La quilla del USS Rooks (DD-804) fue puesta el 27 de octubre de 1943 en el astillero Seattle-Tacoma Ship Building Corp., Seattle, Washington; lanzado al agua el 6 de junio de 1944 y puesto en servicio activo el 2 de septiembre de 1944. Su desplazamiento era 2.050 toneladas, eslora de 110 metros, manga de 12 metros y calado de 5,4 metros. Desarrollaba una velocidad máxima de 37 nudos. Su armamento consistía en 5 torres simples de 5" doble propósito, 10 ametralladora de 40 mm., 7 ametralladora de 20 mm., 10 tubos para torpedos de 21", 2 deslizadores para bombas de profundidad y 6 morteros para lanzar bombas de profundidad.

## Servicio en la US Navy

### Durante la Segunda Guerra Mundial
Luego de un corto período de entrenamiento en San Diego quedó disponible en el Puget Sound Navy Yard y se dirigió a las isla Hawaianas para ensayar desembarcos anfibios y ejercicios de bombardeo terrestre. El 22 de enero de 1945 zarpó con una flotilla de barcazas LST hacia Eniwetok, Islas Marshall, luego continuaron hacia Saipán donde efectuaron otro ensayo de desembarco.
Llegaron a Iwo Jima justo el "día D", 19 de febrero. El Rooks envió a sus barcazas LST hacia la playa de desembarco y él asumió las tareas de piquete de radar, por la tarde se dirigió al extremo sureste de la isla y apoyó el desembarco de los Marines y silenció varias baterías enemigas. Efectuó fuego de apoyo naval sobre las playas de Iwo Jima del 21 al 22 de febrero y del 25 al 26 del mismo mes. El 22 perdió un marinero por la metralla de un mortero. También actuó como buque alerta de radar y dio protección antisubmarina al cordón de naves estacionadas alrededor de la isla. El 28 de febrero zarpó a Saipán escoltando a un grupo de transportes, luego escoltó a dos portaaviones hacia Leyte y finalmente zarpó de Leyte hacia Okinawa puerto al que recaló el 1 de abril. Después efectuó durante 87 días bombardeo de la costa de Okinawa disparando 18.624 tiros de 5", además tuvo 131 alarmas de ataques aéreos y en cuatro oportunidades fue atacado por aviones kamikaze. Se le acreditaron blancos en seis aviones enemigos. Además del bombardeo terrestre efectuó patrullaje antisubmarino y antiaéreo, cada dos o tres días navegó  hasta Kerama Retto para reponer la munición disparada y abastecerse de combustible y provisiones.
El 6 abril fue el día más atareado del Rooks: Hizo blanco en seis aviones que atacaron la fuerza, eran por lo menos 110 aviones. Derribó a un avión kamikaze y cooperó en derribar otros cinco. Ayudó y acompañó hasta Hagusi al USS Hyman (DD-732) que había sido dañado por un kamikaze.
Desde el 4 de julio hasta fines de mes estuvo operando con un grupo de minadores que efectuaron el barrido de minas para limpiar el Mar Oriental de China. Actuó como piquete de radar y encargado de hacer explotar las minas a la deriva mediante fuego de ametralladoras.
El 1 de agosto zarpó de Bruckner Bay, Okinawa escoltando a dos portaaviones hasta Saipán, luego continuó a Ulithi y escoltó a tres transportes hasta Leyte. Luego de unas cortas reparaciones zarpó el 1 septiembre escoltando a un grupo de LST hasta Okinawa y el 11 zarpó hacia Nagasaki para ayudar en la repatriación de prisioneros de guerra. Zarpó el 15 de Nagasaki a Okinawa con 92 antiguos prisioneros de guerra, la mayoría oficiales británicos capturados en Singapure. Luego regresó a Nagasaki para trasladar el contraalmirante Blandy a inspeccionar la antigua gran base naval japonesa de Sasebo. Continuó operando en aguas japonesas y de Okinawa hasta el 26 de octubre, fecha en que zarpó de Yokosuka a Pearl Harbor y luego San Francisco donde llegó el 10 de noviembre. El 15 de noviembre se unió a la Flota de Reserva del Pacífico en Bremerton.
El Rooks ganó tres estrellas de combate por su actuación durante la guerra.

### Período posguerra mundial
El 11 de junio de 1946 fue asignado al Grupo de San Diego, quedando fuera de servicio en la reserva y el 17 de agosto quedó completamente inactivo.

### Durante la guerra de Corea
Fue reactivado 19 de mayo de 1951 en San Diego. Luego de un breve viaje con la Flota del Pacífico se trasladó vía canal de Panamá para integrarse el 13 de octubre a la Flota del Atlántico y al Escuadrón de Destructores 20 en Newport, Rhode Island. Durante 1952
se entrenó especialmente en guerra antisubmarina ASW y completó una reparación general. El 6 de septiembre zarpó con Escuadrón de Destructores 20 de la costa Este hacia Corea sirviendo de escolta y buque de vigilancia aérea de la Fuerza de Tarea 77, TF 77, y de la Fuerza de bloqueo y escolta de las NU, TF 95. Efectuó bombardeo terrestre sobre las costas de los puerto norcoreanos de Songjin, Wonsan y Chongjin. En febrero de 1953 regresó a Newport vía océano Índico, Mediterráneo y Atlántico Norte arribando a Newport el 11 de abril.
El Rooks ganó dos estrellas de combate por su actuación durante la guerra de Corea.

### Período posguerra de Corea
En Newport se unió a la Segunda Flota. A mediados de 1954 estuvo en reparaciones y desde septiembre a febrero de 1955 en el Mediterráneo. En su regreso a los Estados Unidos sirvió como buque de entrenamiento para los estudiantes de la Escuela de Artillería del Atlántico, en el verano efectuó ejercicios de guerra antisubmarina ASW y escolta de convoyes.
Durante 1956 operó a la cuadra de la costa Atlántica y el Caribe. En diciembre sirvió en la patrulla de la barrera del Atlántico y con la llegada del año 1957 reasumió sus tareas normales a la cuadra de la costa Atlántica e hizo dos desplazamientos al Mediterráneo incluyendo una visita al Mar Rojo en septiembre de 1958.
Luego de unas reparaciones generales y ejercicios en las afueras de la costa Atlántica y el Caribe fue enviado nuevamente al Mediterráneo hasta agosto de 1959. Durante 1960 efectuó un viaje de instrucción con guardiamarinas y se desplazó al Mar de Arabia vía Mediterráneo para participar en los ejercicios combinados CENTO. Durante 1961 efectuó entrenamiento en el Caribe y en el Atlántico y luego fue estacionado para el lanzamiento del primer vuelo espacial tripulado. Efectuó un viaje con Guardiamarinas a Halifax y participó en operaciones de guerra antisubmarina en el Atlántico Norte con recaladas en Porstmouth y Róterdam. Continuó operando con la Flota del Atlántico hasta julio de 1962 fecha en que fue cedido en préstamo a Chile de acuerdo al Programa de Ayuda Militar.

## Servicio en la Armada de Chile
El Rooks fue entregado al gobierno de Chile en préstamo renovable a 5 años en 1962 de acuerdo a los términos del Pacto de Ayuda Militar, PAM, firmado entre Chile y los Estados Unidos de América. Tomó el nombre de Cochrane DD-15, en honor del almirante Thomas Cochrane, quien comandó la Armada de Chile de 1817 a 1822. Fue dado de alta en la Armada a contar del 26 de julio de 1962. Sirvió en la Escuadra y participó en innumerables operaciones UNITAS.
El 1 de abril de 1971, debido a la mala interpretación de una orden embistió al crucero Prat ocasionándole serios daños y él sufrió la destrucción de la proa. Se dirigió a Talcahuano para reparaciones y al poco tiempo volvió a la Escuadra.
En 1977 estuvo en reparaciones y fue dado de baja con fecha 19 de abril de 1982. Fue desguazado como chatarra.